# Elemi reakció
Az elemi reakció olyan kémiai reakció, amelyben egy vagy több kémiai részecske közvetlenül reagálva, egyetlen reakciólépésben, egy átmeneti állapoton keresztül alakul termékké.
Az unimolekulás elemi reakciókban az A molekula disszociációja vagy izomerizációja révén jön(nek) létre a termék(ek).
{\displaystyle {\mbox{A}}\rightarrow {\mbox{termékek}}}
Az ilyen reakció sebessége állandó hőmérsékleten arányos az A részecske koncentrációjával
{\displaystyle {\frac {d[{\mbox{A}}]}{dt}}=-k[{\mbox{A}}]}
Bimolekulás elemi reakció során két atom, molekula, ion vagy gyök – A és B – reagál egymással:
{\displaystyle {\mbox{A + B}}\rightarrow {\mbox{termékek}}}
Az ilyen reakció sebessége állandó hőmérsékleten arányos az A és B részecske koncentrációjának szorzatával:
{\displaystyle {\frac {d[{\mbox{A}}]}{dt}}={\frac {d[{\mbox{B}}]}{dt}}=-k[{\mbox{A}}][{\mbox{B}}]}
Ez a sebességi egyenlet levezethető az ütközési elméletből. A bimolekulás elemi reakció egyenletét, más néven a tömeghatás törvényét Guldberg és Waage állította fel 1864-ben. Ilyen típusú reakció például a cikloaddíció.
Trimolekulás, más néven termolekulás elemi reakcióban három kémiai részecskének kell egyszerre reagálnia egymással, az ilyen reakciók emiatt nagyon ritkák.
Minden kémiai reakció felbontható elemi reakciók összességére. Az összetettebb reakciósémákra nem mindig lehet bruttó sebességi egyenletet felállítani, de kedvező esetben lehet találni analitikus megoldást, lásd például a steady-state közelítést vagy enzimreakciók esetén a Michaelis-Menten kinetikát.

## Fordítás
Ez a szócikk részben vagy egészben az Elementary reaction című angol Wikipédia-szócikk ezen változatának fordításán alapul.  Az eredeti cikk szerkesztőit annak laptörténete sorolja fel. Ez a jelzés csupán a megfogalmazás eredetét és a szerzői jogokat jelzi, nem szolgál a cikkben szereplő információk forrásmegjelöléseként.